# Swertia lihengiana
Swertia lihengiana är en gentianaväxtart som beskrevs av T.N.Ho och S.W.Liu. Swertia lihengiana ingår i släktet Swertia och familjen gentianaväxter. Inga underarter finns listade i Catalogue of Life.